# Alice Ludwig-Rasch
Alice Ludwig-Rasch (* 15. Januar 1910 in Berlin; † 2. November 1973 in Lütjensee; gebürtig Alice Ludwig) war eine deutsche Filmeditorin.

## Leben
Nach einer Ausbildung in Filmtechnik begann Ludwig-Rasch 1927 als Schnittassistentin. Nach dem Aufstieg zur Schnittmeisterin stand sie zunächst im Dienst kleinerer Filmgesellschaften. Ab 1937 arbeitete sie für die Terra. Sie wurde eine der gefragtesten Schnittmeisterinnen des deutschen Films.
Nach Kriegsende fand Ludwig-Rasch anfangs bei der DEFA eine Beschäftigung, bevor sie 1948 zur Hamburger Real-Film ging. Als Gyula Trebitsch Anfang der 1960er Jahre von der Real-Film zur Fernsehproduktion wechselte, führte sie regelmäßig den Schnitt seiner im Studio Hamburg hergestellten Serien aus. Sie starb bei einem Verkehrsunfall in ihrem Wohnort Lütjensee.

## Filmografie
- 1932: Das Schiff ohne Hafen
- 1932: Im Bann des Eulenspiegels
- 1933: Anna und Elisabeth
- 1933: Hans Westmar
- 1934: Der ewige Traum
- 1934: Besuch am Abend
- 1934: Ihr größter Erfolg
- 1935: Endstation
- 1935: Der Ammenkönig
- 1937: Die Tochter des Samurai (Atarashiki tsuchi)
- 1938: Der Maulkorb
- 1938: Schwarzfahrt ins Glück
- 1938: Steputat & Co.
- 1939: Das Abenteuer geht weiter
- 1939: Grenzfeuer
- 1939: Johannisfeuer
- 1939: Zentrale Rio
- 1939: Opernball
- 1940: Achtung! Feind hört mit!
- 1940: Rosen in Tirol
- 1940: Wiener G’schichten
- 1941: Familienanschluß
- 1941: Die schwedische Nachtigall
- 1942: Rembrandt
- 1942: Der Strom
- 1943: Ein Mann mit Grundsätzen?
- 1944: Seinerzeit zu meiner Zeit
- 1944/46: Die Fledermaus
- 1947: Ehe im Schatten
- 1948: Finale
- 1948: Chemie und Liebe
- 1949: Die letzte Nacht
- 1949: Hafenmelodie
- 1949: Schicksal aus zweiter Hand
- 1950: Schatten der Nacht
- 1950: Absender unbekannt
- 1950: Der Schatten des Herrn Monitor
- 1950: Der Mann, der sich selber sucht
- 1950: Gabriela
- 1950: Lockende Gefahr
- 1950: Die Dritte von rechts
- 1951: Weh’ dem, der liebt!
- 1951: Die Dubarry
- 1951: Die verschleierte Maja
- 1952: Toxi
- 1952: Tanzende Sterne
- 1953: Das singende Hotel
- 1953: Der träumende Mund
- 1954: Tanz in der Sonne
- 1954: Geld aus der Luft
- 1955: Vatertag
- 1955: Der falsche Adam
- 1955: Banditen der Autobahn
- 1955: Zwei blaue Augen
- 1956: Die Ehe des Dr. med. Danwitz
- 1956: Skandal um Dr. Vlimmen
- 1957: Träume von der Südsee
- 1957: Glücksritter
- 1957: Das Herz von St. Pauli
- 1958: Herz ohne Gnade
- 1958: Dr. Crippen lebt
- 1958: Das Mädchen vom Moorhof
- 1958: 13 kleine Esel und der Sonnenhof
- 1959: Die Nacht vor der Premiere
- 1959: Frau im besten Mannesalter
- 1959: Die schöne Lügnerin
- 1959: Salem Aleikum
- 1960: Pension Schöller
- 1960: Frau Warrens Gewerbe
- 1960: Stahlnetz: E ... 605
- 1961: An einem Freitag um halb zwölf…
- 1961: Ach Egon!
- 1961: Bei Pichler stimmt die Kasse nicht
- 1962: Leben des Galilei
- 1962: Finden Sie, daß Constanze sich richtig verhält?
- 1962: Die Rebellion
- 1962: Die glücklichen Jahre der Thorwalds
- 1962: Stahlnetz: In jeder Stadt …
- 1963: Schlachtvieh
- 1963–1964: Hafenpolizei (Serie)
- 1966–1967: Polizeifunk ruft (Serie)
- 1968: Hafenkrankenhaus (Serie)
- 1971: Hänsel und Gretel
- 1976: König Drosselbart
- 1977: Die Gänsemagd
- 1977: Die kluge Bauerntochter
- 1970–1974: Hamburg Transit (Serie)